# Банксия
Ба́нксия, также Бэнксия (лат. Bánksia) — род растений семейства Протейные, включающий в себя около 170 видов.
Классифицировал растение Линней-младший; он назвал род в честь Джозефа Банкса (1743—1820), английского натуралиста, ботаника, президента Лондонского королевского общества, который, как считается, первый собрал коллекцию из нескольких видов банксий.

## Описание
Виды банксии представляют собой вечнозелёные деревья до 20-30 метров высотой, чаще кустарники, иногда низкорослые, распростёртые, со стеблями скрытыми под землёй. Высота в северных тропических районах у растений меньше, чем в южных.
Листья очередные, реже мутовчатые или сближены в ложные мутовки, разнообразной формы от вересковидных до очень крупных, большей частью узкие с многочисленными зубцами по краю, жёсткие. Снизу часто имеют войлочное опушение.
Цветки сидячие в парах, собранных в крупные густые продолговатые или цилиндрические, реже шаровидные колосья, верхушечные или сидящие на концах сильно укороченных пазушных побегов. Каждая пара цветков снабжена общей кроющей брактеей (прицветником) и 2 маленькими боковыми брактеолами (прицветничками). Цветки правильные. Подпестичных желёзок 4. Завязь маленькая, сидячая. Семяпочек — 2.
Плод — уплощённая коробочка, раскрывающаяся 2 деревянистыми створками, двусемянные. По мере созревания плодов многочисленные прицветники одревесневают вместе с осью колоса, сливаются с ней и образуют деревянистую «шишку».
Многие виды банксий цветут в течение всего года.
Большинство видов достаточно легко выносят пожары, а у некоторых видов огонь, наоборот, способствует освобождению семян.
Банксия даёт много нектара, играя важную роль в жизни местных насекомых. Также банксия употребляется птицами, летучими мышами, поссумами в пищу.

## Распространение
Ареал — побережье Австралии от Тасмании до Северной территории, реже — вдали от океана. Лишь один вид, банксия тропическая (Banksia dentata), произрастает в Новой Гвинее и островах Ару.
Некоторые виды банксии из-за привлекательного цветения выращиваются в садах и оранжереях как декоративные растения, в том числе и за пределами Австралии. Для комнатного цветоводства выведены карликовые сорта.

## Виды
По информации базы данных The Plant List, род включает 84 вида:
- Banksia aculeata A.S.George
- Banksia aemula R.Br.
- Banksia aquilonia (A.S.George) A.S.George
- Banksia ashbyi Baker f.
- Banksia attenuata R.Br.
- Banksia audax C.A.Gardner
- Banksia baueri R.Br.
- Banksia baxteri R.Br.
- Banksia benthamiana C.A.Gardner
- Banksia blechnifolia F.Muell.
- Banksia brevidentata (A.S.George) K.R.Thiele
- Banksia brownii Baxter ex R.Br. — Банксия Броуна
- Banksia burdettii Baker f.
- Banksia caleyi R.Br.
- Banksia candolleana Meisn.
- Banksia canei J.H.Willis
- Banksia chamaephyton A.S.George
- Banksia coccinea R.Br. — Банксия ярко-красная
- Banksia conferta A.S.George
- Banksia croajingolensis Molyneux & Forrester
- Banksia cuneata A.S.George
- Banksia dentata L.f. — Банксия тропическая
- Banksia dolichostyla (A.S.George) K.R.Thiele
- Banksia dryandroides W.H.Baxter ex Sweet
- Banksia elderiana F.Muell. & Tate
- Banksia elegans Meisn.
- Banksia epica A.S.George
- Banksia ericifolia L.f. — Банксия вересколистная
- Banksia gardneri A.S.George
- Banksia goodii R.Br.
- Banksia grandis Willd.
- Banksia grossa A.S.George
- Banksia hiemalis (A.S.George) K.R.Thiele
- Banksia hookeriana Meisn.
- Banksia ilicifolia R.Br.
- Banksia incana A.S.George
- Banksia integrifolia L.f.
- Banksia laevigata Meisn.
- Banksia lanata A.S.George
- Banksia laricina C.A.Gardner
- Banksia lehmanniana Meisn.
- Banksia leptophylla A.S.George
- Banksia lindleyana Meisn.
- Banksia littoralis R.Br.
- Banksia lullfitzii C.A.Gardner
- Banksia marginata Cav.
- Banksia media R.Br.
- Banksia meisneri Lehm.
- Banksia menziesii R.Br.
- Banksia micrantha A.S.George
- Banksia nutans R.Br.
- Banksia oblongifolia Cav.
- Banksia occidentalis R.Br.
- Banksia oligantha A.S.George
- Banksia oreophila A.S.George
- Banksia ornata F.Muell. ex Meisn.
- Banksia paludosa R.Br. — Банксия болотная
- Banksia penicillata (A.S.George) K.R.Thiele
- Banksia petiolaris F.Muell.
- Banksia pilostylis C.A.Gardner
- Banksia plagiocarpa A.S.George
- Banksia praemorsa Andrews
- Banksia prionotes Lindl.
- Banksia pulchella R.Br.
- Banksia quercifolia R.Br.
- Banksia recurvistylis K.R.Thiele
- Banksia repens Labill.
- Banksia robur Cav.
- Banksia rosserae Olde & Marriott
- Banksia saxicola A.S.George
- Banksia scabrella A.S.George
- Banksia sceptrum Meisn.
- Banksia seminuda (A.S.George) Rye
- Banksia serrata L.f. — Банксия пильчатая
- Banksia solandrii R.Br.
- Banksia speciosa R.Br.
- Banksia sphaerocarpa R.Br.
- Banksia spinulosa Sm.
- Banksia telmatiaea A.S.George
- Banksia tricuspis Meisn.
- Banksia verticiliata R.Br.
- Banksia verticillata R.Br.
- Banksia victoriae Meisn.
- Banksia violacea C.A.Gardner

## Галерея

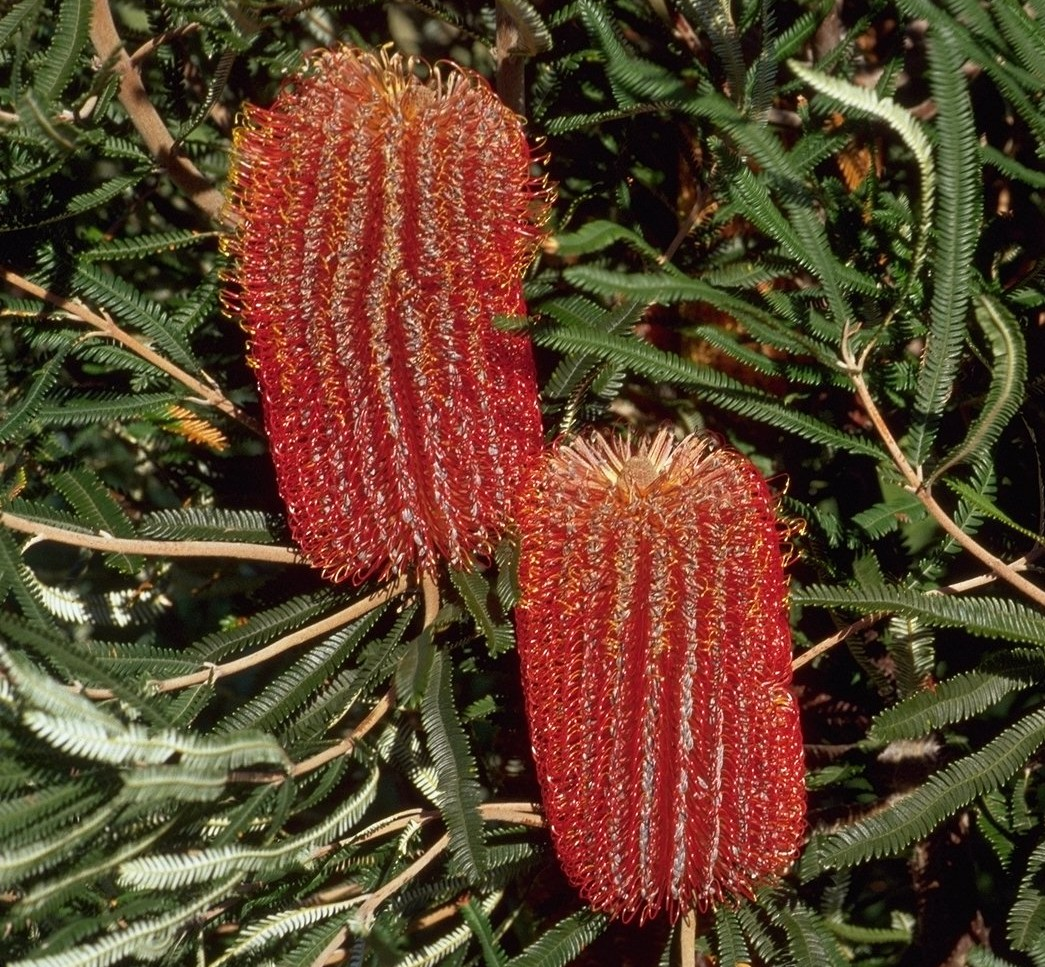
Банксия Броуна (Banksia brownii)
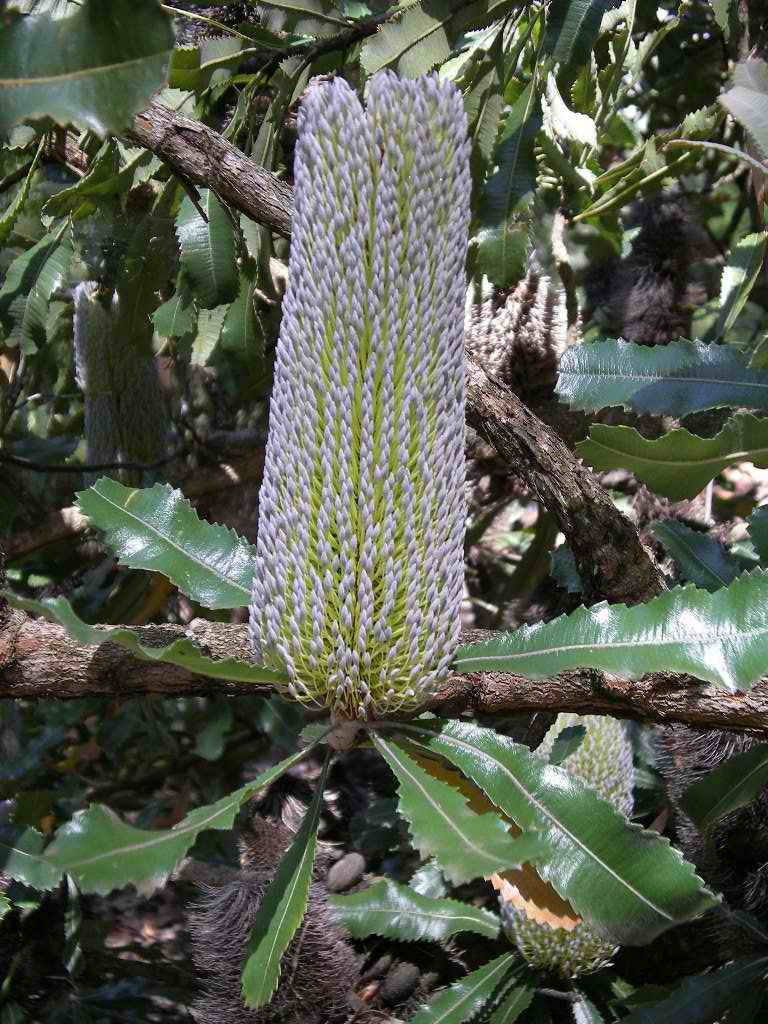
Банксия пильчатая (Banksia serrata)
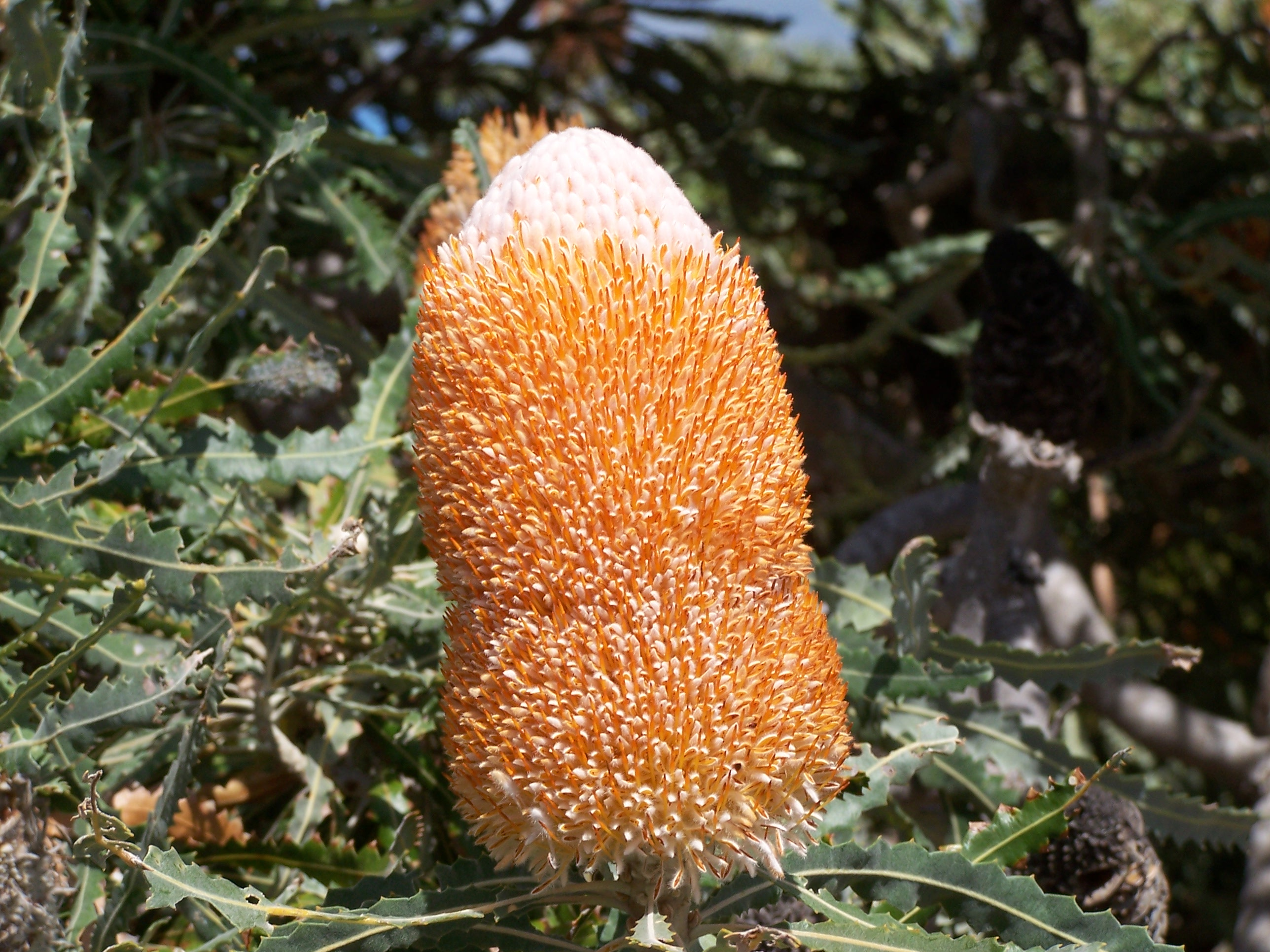
Banksia prionotes
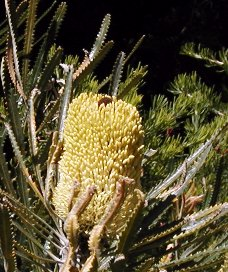
Banksia attenuata